# أهل البيت
أهْلُ البَيْت مصطلح قرآني يشير إلى جماعة من أقرباء الرسول محمد، ويستخدم مصطلح «آلُ البَيْت» أو «آلِ البَيْت» رديفًا له، ويؤمن المسلمون بأن آل البيت لهم مكانة خاصة بين عموم المسلمين مع اختلاف درجة هذه المكانة بين المذاهب الإسلامية. ورد المصطلح القرآني في الآية الثالثة والثلاثين من سورة الأحزاب التي نزلت في أمهات المؤمنين، وهي الآية التي أصبحت تعرف باسم آية التطهير: 
وَقَرْنَ فِي بُيُوتِكُنَّ وَلَا تَبَرَّجْنَ تَبَرُّجَ الْجَاهِلِيَّةِ الْأُولَىٰ ۖ وَأَقِمْنَ الصَّلَاةَ وَآتِينَ الزَّكَاةَ وَأَطِعْنَ اللَّهَ وَرَسُولَهُ ۚ إِنَّمَا يُرِيدُ اللَّهُ لِيُذْهِبَ عَنكُمُ الرِّجْسَ أَهْلَ الْبَيْتِ وَيُطَهِّرَكُمْ تَطْهِيرًا سورة الأحزاب: آية 33
تنوعت آراء الفقهاء المسلمين حول المعنيين بهذه الآية، وتشمل تفسيرات أهل السنة والجماعة كل من أمهات المؤمنين وأولاد الرسول وأحفاده وأعمامه وأولادهم وصولًا لكل بني هاشم وكل من له رحم مع الرسول، بينما يرى الشيعة أن أهل البيت المذكورين في الآية هم أصحاب الكساء حصرًا.
ذكر الرسول محمد أهله بيته في عدة نصوص واردة عنه، واكتسب هذا المصطلح أهميته وشهرته، نتيجة الاختلاف بين شيوخ أهل السنة والجماعة في تفسير ماهية أهل البيت الذين ذكرهم القرآن والرسول.

## الأهل في اللغة
ورد في لسان العرب: أهل الرجل عشيرته وذوو قرباه، والجمع أهلون وأهال. وأهل القرآن حفظته والعاملون به. وأهل المذهب من يدين به. وأهل البيت سكانه. وأهل الرجل أخص الناس به.

## الخلاف حول أهل بيت النبي
يختلف شيوخ أهل السنة والجماعة في تشخيص أهل البيت الذين ذكرتهم آية التطهير، هذا الاختلاف لم يقتصر على الطائفة بل كان شائعا بين شخوص المسلمين انفسهم[بحاجة لمصدر] فاختلفت الأقاويل والتفاسير.
ومن هذه التفاسير ان المراد بأهل البيت هم:
- زوجات الرسول وأصحاب الكساء.
- أهل الكساء (النبي محمد، علي بن أبي طالب، فاطمة الزهراء، الحسن، الحسين) لقول الرسول فيهم فقط في حديث الكساء: «اللهم هؤلاء أهل بيتي».[2]
- زوجات الرسول فقط ولا أحد غيرهن.[3]
- النبي محمد وحده.[4]
- من ناسب النبي محمد إلى جده الأدنى.[بحاجة لمصدر]
- من اجتمع معه في رحم.[بحاجة لمصدر]
- بنو هاشم مع استثناء النساء.[5]
- من اتصل بالنبي محمد بسبب (أهل دينه) أو بنسب (قرابته).[6]
- نساء الرسول وجميع بني هاشم الذين حرموا الصدقة.[7]

## أهل البيت عند أهل السنة والجماعة
أهل بيت النبي عند أهل السنة والجماعة هم أزواجه وبناته وصهره.
وقيل: نساء النبي والرجال الذين هم آله، وآل الرجل أهله، أصلها أهل، ثم أبدلت الهاء همزة فصارت آل، فلما توالت الهمزتان أبدلوا الثانية ألفا. مستشهدين بآيات من القرآن، ففي سورة الأحزاب: ﴿يَا أَيُّهَا النَّبِيُّ قُلْ لِأَزْوَاجِكَ إِنْ كُنْتُنَّ تُرِدْنَ الْحَيَاةَ الدُّنْيَا وَزِينَتَهَا فَتَعَالَيْنَ أُمَتِّعْكُنَّ وَأُسَرِّحْكُنَّ سَرَاحًا جَمِيلًا ۝٢٨ وَإِنْ كُنْتُنَّ تُرِدْنَ اللَّهَ وَرَسُولَهُ وَالدَّارَ الْآخِرَةَ فَإِنَّ اللَّهَ أَعَدَّ لِلْمُحْسِنَاتِ مِنْكُنَّ أَجْرًا عَظِيمًا ۝٢٩ يَا نِسَاءَ النَّبِيِّ مَنْ يَأْتِ مِنْكُنَّ بِفَاحِشَةٍ مُبَيِّنَةٍ يُضَاعَفْ لَهَا الْعَذَابُ ضِعْفَيْنِ وَكَانَ ذَلِكَ عَلَى اللَّهِ يَسِيرًا ۝٣٠ وَمَنْ يَقْنُتْ مِنْكُنَّ لِلَّهِ وَرَسُولِهِ وَتَعْمَلْ صَالِحًا نُؤْتِهَا أَجْرَهَا مَرَّتَيْنِ وَأَعْتَدْنَا لَهَا رِزْقًا كَرِيمًا ۝٣١ يَا نِسَاءَ النَّبِيِّ لَسْتُنَّ كَأَحَدٍ مِنَ النِّسَاءِ إِنِ اتَّقَيْتُنَّ فَلَا تَخْضَعْنَ بِالْقَوْلِ فَيَطْمَعَ الَّذِي فِي قَلْبِهِ مَرَضٌ وَقُلْنَ قَوْلًا مَعْرُوفًا ۝٣٢ وَقَرْنَ فِي بُيُوتِكُنَّ وَلَا تَبَرَّجْنَ تَبَرُّجَ الْجَاهِلِيَّةِ الْأُولَى وَأَقِمْنَ الصَّلَاةَ وَآتِينَ الزَّكَاةَ وَأَطِعْنَ اللَّهَ وَرَسُولَهُ إِنَّمَا يُرِيدُ اللَّهُ لِيُذْهِبَ عَنْكُمُ الرِّجْسَ أَهْلَ الْبَيْتِ وَيُطَهِّرَكُمْ تَطْهِيرًا ۝٣٣ وَاذْكُرْنَ مَا يُتْلَى فِي بُيُوتِكُنَّ مِنْ آيَاتِ اللَّهِ وَالْحِكْمَةِ إِنَّ اللَّهَ كَانَ لَطِيفًا خَبِيرًا ۝٣٤﴾ [الأحزاب:28–34].
ويعتقدون أن هذة الآية نزلت في نساء النبي، أما حديث الكساء فقد أضاف آل علي بن أبي طالب لآل البيت، ففي صحيح مسلم بالإسناد إلى صفية بنت شيبة قالت: «خرج النبي غداة وعليه مِرْط مرحّل من شعر أسود فجاء الحسن بن علي فأدخله، ثم جاء الحسين فدخل معه، ثم جاءت فاطمة فأدخلها، ثم جاء علي فأدخله، ثم قال: ﴿إِنَّمَا يُرِيدُ اللَّهُ لِيُذْهِبَ عَنْكُمُ الرِّجْسَ أَهْلَ الْبَيْتِ وَيُطَهِّرَكُمْ تَطْهِيرًا ۝٣٣﴾ [الأحزاب:33]».
وفي مسند أحمد «عن أم سلمة أن النبي كان في بيتها فأتت فاطمة ببرمة فيها خزيرة فدخلت بها عليه فقال لها: إدعي زوجك وابنيك، قالت: فجاء علي والحسن والحسين فدخلوا عليه فجلسوا يأكلون من تلك الخزيرة وهو على منامة له على دكان تحته كساء خيبري ـ قالت ـ وأنا أصلي في الحجرة، فأنزل الله عَزَّ وجَلَّ هذه الآية: ﴿إِنَّمَا يُرِيدُ اللَّهُ لِيُذْهِبَ عَنْكُمُ الرِّجْسَ أَهْلَ الْبَيْتِ وَيُطَهِّرَكُمْ تَطْهِيرًا ۝٣٣﴾ [الأحزاب:33] قالت فأخذ فضل الكساء فغشاهم به، ثم أخرج يده فألوى بها السماء ثم قال :اللهم إن هؤلاء أهلُ بيتي وخاصتي فأًذهِب عنهم الرجسَ، وطَهِّرهم تطهيراً، اللهم هؤلاء أهل بيتي وخاصتي فأذهِب عنهم الرجسَ وطَهِّرهُم تطهيراً. قالت: فأدخلتُ رأسي البيت فقلت: وأنا معكم يا رسول الله ؟ قال: "إنك إلى خير إنك إلى خير"». وما منع محمد إدخال أم سلمة مع آل علي تحت الكساء إلا لأن علي بن أبي طالب ليس محرماً لها.[بحاجة لمصدر]
يقول ابن تيمية: «آلُ بَيْتِ رَسُولِ اللَّهِ صَلَّى اللَّهُ عَلَيْهِ وَسَلَّمَ " لَهُمْ مِنْ الْحُقُوقِ مَا يَجِبُ رِعَأيَتُهَا فَإِنَّ اللَّهَ جَعَلَ لَهُمْ حَقًا فِي الخمسِ والفيءِ وَأَمَرَ بِالصَّلَاةِ عَلَيْهِمْ مَعَ الصَّلَاةِ عَلَى رَسُولِ اللَّهِ صَلَّى اللَّهُ عَلَيْهِ وَسَلَّمَ فَقَالَ لَنَا: «قُولُوا: اللَّهُمَّ صَلِّ عَلَى مُحَمَّدٍ وَعَلَى آلِ مُحَمَّدٍ كَمَا صَلَّيْت عَلَى آلِ إبْرَاهِيمَ إنَّك حَمِيدٌ مَجِيدٌ. وَبَارِكْ عَلَى مُحَمَّدٍ وَعَلَى آلِ مُحَمَّدٍ كَمَا بَارَكْت عَلَى آلِ إبْرَاهِيمَ إنَّك حَمِيدٌ مَجِيدٌ». وَآلُ مُحَمَّدٍ هُمْ الَّذِينَ حَرُمَتْ عَلَيْهِمْ الصَّدَقَةُ هَكَذَا قَالَ الشَّافِعِيُّ وَأَحْمَدُ بْنُ حَنْبَلٍ؛ وَغَيْرُهُمَا مِنْ الْعُلَمَاءِ - رَحِمَهُمُ اللَّهُ - فَإِنَّ النَّبِيَّ صَلَّى اللَّهُ عَلَيْهِ وَسَلَّمَ قَالَ: «إنَّ الصَّدَقَةَ لَا تَحِلُّ لِمُحَمَّدِ وَلَا لِآلِ مُحَمَّدٍ»».
وأهل بيت رسول الله عند أهل السنة والجماعة هم:
- بنات وأبناء النبي.
- أمهات المؤمنين.
- وجميع بني هاشم من آل البيت والذين بقي منهم إلى يومنا هم:
  1. آل العباس بن عبد المطلب.
  2. آل عقيل بن أبي طالب.
  3. آل علي بن أبي طالب.
  4. آل جعفر بن أبي طالب.
  5. آل الحارث بن عبد المطلب.
  6. آل أبي لهب بن عبد المطلب.
- وجعل الإمام الشافعي آل البيت بنو هاشم بن عبد مناف وبنو المطلب بن عبد مناف، بناء على الحديث الذي يرويه البخاري: إنما بنو المطلب وبنو هاشم شيء واحد.

وعند أهل السنة واجبات مفروضة نحو آل البيت مثل الصلاة عليهم كما ورد في الصلاة الإبراهيمية: «اللهم صل على محمد وعلى آل محمد كما صليت على إبراهيم وعلى آل إبراهيم وبارك على محمد وعلى آل محمد كما باركت على إبراهيم وعلى آل إبراهيم في العالمين إنك حميد مجيد».
وكذلك حبهم ومودتهم واجبة كما جاء في سورة الشورى: ﴿ذَلِكَ الَّذِي يُبَشِّرُ اللَّهُ عِبَادَهُ الَّذِينَ آمَنُوا وَعَمِلُوا الصَّالِحَاتِ قُلْ لَا أَسْأَلُكُمْ عَلَيْهِ أَجْرًا إِلَّا الْمَوَدَّةَ فِي الْقُرْبَى وَمَنْ يَقْتَرِفْ حَسَنَةً نَزِدْ لَهُ فِيهَا حُسْنًا إِنَّ اللَّهَ غَفُورٌ شَكُورٌ ۝٢٣﴾ [الشورى:23].

## أهل البيت عند الإثني عشرية
بحسب كتاب آية التطهير شبهات وردود فإن مصطلح أهل البيت عند الشيعة الإثنا عشرية له معنين عام وخاص:
- المعنى العام: كل من حرمت عليهم الصدقة من بني هاشم (ولا دخل لهذا المعنى بآية التطهير).[11]
- المعنى الخاص : الذين ذكرهم القرآن في آية التطهير وبينهم الرسول في حديث الكساء فأهل البيت هم الذين ورثوا العصمة والتطهير وهم أهل السنة النبوية وهم من يجب اتباعهم ليس غيرهم.[12]

فحديث الكساء واضح فيمن هم أهل بيت النبي فالحديث هو تبيان وتفسير للآية وليس منفصلا عنها فعند نزول آية التطهير (إِنَّمَا يُرِيدُ اللهُ لِيُذْهِبَ عَنْكُمُ الرِّجْسَ أَهْلَ الْبَيْتِ وَيُطَهِّرَكُمْ تَطْهِيراً) 
جمع النبي محمد فاطمة وعلي والحسن والحسين والقى عليهم الكساء وقال وقال «اللهم هؤلاء أهل بيتي» فيعتبرون هذا التفسير هو الأمثل للآية ولا حاجة لتفسيرات أخرى من أشخاص ليسوا بمنزلة الرسول.
أما تفسير رفض الرسول لدخول ام سلمة بحُِجة انها ليست من محارم علي، فبعدما ادخلت رأسها حسب إحدى روايات حديث الكساء كان بإمكان محمد القول وأنت أيضا طالما انها ادخلت رأسها بكل الأحوال.كذلك فمحمد لم يغط احدا من نسائه بالكساء لذلك فلا نساؤه ولا بقية بني هاشم يندرجون ضمن مفهوم أهل البيت في الآية. كذلك لم تدعي امراة من ازواج النبي اختصاص الآية بها هن من روى اختصاص الآية بأصحاب الكساء
- عند نزول الآيات (فقل تعالوا ندع أبناءنا وأبناءكم ونساءنا ونسائكم وأنفسنا وأنفسكم ثم نبتهل فنجعل لعنة الله على الكاذبين) [18] عند نزول هذه الآية على النبي محمد دعا النبي محمد علياُ وفاطمة وحسنا ًوحسينا ًوقال هؤلاء أبناؤنا وأنفسنا ونساؤنا فهلموا أنفسكم وأبناءكم ونساءكم. وفي رواية مسلم (اللهم هؤلاء أهلي)[19]
- الرسول قام بتبيان المقصود من آية التطهير لمدة سته أشهر بعد نزول هذه الآية حيث قام طول هذه المدة بالمرور على باب علي وفاطمة والحسنيين قبل الشروع في اقامة الصلاة فيقول (إِنَّمَا يُرِيدُ اللهُ لِيُذْهِبَ عَنْكُمُ الرِّجْسَ أَهْلَ الْبَيْتِ وَيُطَهِّرَكُمْ تَطْهِيراً)[20][21][22][23][24]
- ذكر في صحيح مسلم قوله عن زيد بن أرقم أن محمد قال: «ألا وأني تارك فيكم الثقلين احدهما كتاب الله عز وجل وهو حبل الله من اتبعه كان على الهدى ومن تركه كان على الضلالة» ثم قال «وأهل بيتي اذكركم الله في أهل بيتي اذكركم الله في أهل بيتي اذكركم الله في أهل بيتي» فقلنا من أهل بيته نساؤه؟ قال: «لا وأيم الله ان المرأة تكون مع الرجل العصر من الدهر ثم يطلقها فترجع إلى ابيها وقومها، أهل بيته أصله وعَصَبَتــُه الذين حرموا الصدقة بعده» [25]
- فأهل البيت عند الاثنا عشرية هم المعصومون المنتقون من المعنى اللغوي للكلمة والذين ذكرهم الله وبينهم الرسول محمد، وهم:

- النبي محمد بن عبد الله
- فاطمة بنت محمد
- علي بن أبي طالب
- الحسن بن علي
- الحسين بن علي
- علي السجاد
- محمد الباقر
- جعفر الصادق
- موسى الكاظم
- علي الرضا
- محمد الجواد
- علي الهادي
- الحسن العسكري
- المهدي المنتظر

## عصمة أهل البيت على رأي الشيعة
يعتقد الشيعة الإثنى عشرية بعصمة أهل البيت وطهارتهم وقد اعتمدوا في اثبات ذلك على الكتاب، والسنّة المتمثّلة بأقوال الرسول.
وما استدلوا به من الكتاب هو:
- آية التطهير (إِنَّمَا يُرِيدُ اللهُ لِيُذْهِبَ عَنْكُمُ الرِّجْسَ أَهْلَ الْبَيْتِ وَيُطَهِّرَكُمْ تَطْهِيْراً﴾ (الأحزاب، آية)33، أي أن الله قد أذهب عنهم الرجس وطهرهم كما ذكرت الآية وليست هذه الإرادة تشريعية أي بمعنى الإرادة التي في الأوامر الشرعية والأحكام التشريعية.
- في سورة الواقعة:(فَلاَ أُقْسِمُ بِمَوَاقِعِ النُّجُومِ وَإِنَّهُ لَقَسَمٌ لَوْ تَعْلَمُونَ عَظِيمٌ إِنَّهُ لَقُرْآنٌ كَرِيمٌ فِي كِتَابٍ مَكْنُونٍ لاَ يَمَسُّهُ إِلاَّ الْمُطَهَّرُونَ تَنزِيلٌ مِنْ رَبِّ الْعَالَمِينَ أَفَبِهَذَا الْحَدِيثِ أَنْتُمْ مُدْهِنُونَ)(الواقعة/75 ـ 81).
- آية المودة:{ قُلْ لاَ أَسْأَلُكُمْ عَلَيْهِ أَجْرًا إِلاَّ الْمَوَدَّةَ فِي الْقُرْبَى }(الشورى/23)
- آية الفئ في سورة الحشر:{مَا أَفَاءَ اللَّهُ عَلَى رَسُولِهِ مِنْ أَهْلِ الْقُرَى فَلِلَّهِ وَلِلرَّسُولِ وَلِذِي الْقُرْبَى وَالْيَتَامَى وَالْمَسَاكِينِ وَابْنِ السَّبِيلِ كَيْ لاَ يَكُونَ دُولَةً بَيْنَ الأَغْنِيَاءِ مِنْكُمْ }(الحشر/7) [26]

وأما ما استدلوا به من السنة الشريفة على عصمة أهل البيت:
- حديث الثقلين: (إنّي تارك فيكم الثقلين كتاب الله وعترتي أهل بيتي ما إن تمسكتم بهما فلن تضلّوا بعدي أبداً): ولكون القرآن منزه عن الباطل ولايأتيه من بين يديه ولا من خلف وقد قرن أهل البيت به فيحتم ذلك كونهم بنفس منزلته لأنهم عدله.
- حديث السفينة: (مثل أهل بيتي فيكم كسفينة نوح من ركبها نجى، ومن تخلّف عنها غرق وهوى) يبين الحديث أن أهل البيت بمثابة المنجي لعامة البشر والتمسك بهم يهديهم من الضلال اذن فلازمة الهداية أن يكونوا معصومين.[27]

## كتب حول نسب آل البيت
- أبناء الإمام في مصر والشام لأبو معمر ابن طباطبا

## انظر أیضًا
- حديث الثقلين
- حديث الغدير
- حديث المنزلة
- حديث الاثني عشر خليفة
- حديث الكساء